# Немцов, Григорий Владимирович
Григорий Владимирович Немцов (латыш. Grigorijs Ņemcovs; 11 декабря 1948, Бобруйск — 16 апреля 2010, Даугавпилс) — советско-латышский общественный, политический и государственный деятель, заместитель председателя Даугавпилской городской думы, председатель правления партии «Народ Латгалии».
Был убит 16 апреля 2010 года примерно в 17:00 на улице Лачплеша двумя выстрелами в голову.